# Franz Wolfinger (Theologe)
Franz Wolfinger (* 1940) ist ein deutscher römisch-katholischer Fundamentaltheologe, Missionswissenschaftler und Hochschullehrer.

## Leben
Nach einem Studium der Philosophie und Theologie promovierte und habilitierte Wolfinger an der Katholisch-Theologischen Fakultät der Ludwig-Maximilians-Universität München bei Heinrich Fries. Am dortigen Institut für Fundamentaltheologie war er als wissenschaftlicher Assistent tätig und übernahm dann die Aufgabe des Leiters des 1979 neuerrichteten Instituts für Missionstheologische Grundlagenforschung bei missio München.
Die Philosophisch-Theologische Hochschule Benediktbeuern der Salesianer Don Boscos berief ihn zum Honorarprofessor am dortigen Institut für systematische Theologie.

## Werke (in Auswahl)

### Publikationen in Buchform (Autoren- und Herausgeberschaft)
- Der Glaube nach Johann Evangelist von Kuhn. Wesen, Formen, Herkunft, Entwicklung, (= Studien zur Theologie und Geistesgeschichte des neunzehnten Jahrhunderts, Band 2) Göttingen 1972, (Zugleich: München, Univ., Kath.-Theol. Fak., Diss. 1970), ISBN 978-3-525-87454-7.
- Denken und Transzendenz, zum Problem ihrer Vermittlung. Der unterschiedliche Weg der Philosophien F. H. Jacobis und F. W. J. Schellings und ihre Konfrontation im Streit um die göttlichen Dinge (1811/12) (= Theologie im Übergang, Band 7), Frankfurt a. M., Bern, Cirencester/U.K. 1981, (Zugleich: Hochschulschrift, München, Univ., 01 – Kath.-Theologische Fakultät, Habilitationsschrift, 1979), ISBN 978-3-8204-6051-3.
- mit Heinrich Fries und Fritz Köster, Jesus in den Weltreligionen, Band 1, St. Ottilien 1981.
- (Hrsg.), Heinrich Fries (Hrsg.), Fritz Köster (Hrsg.), Kirche Religionen Begegnung. Kirche und Religionen – Begegnung und Dialog (Schriftenreihe des Katholischen Instituts für Missionstheologische Grundlagenforschung, Band 1), St. Ottilien 1981
- mit Josef Glazik, Fritz Köster Niels-Peter Moritzen, Martin Lehmann-Habeck, Warum Mission? Theologische Motive in der Missionsgeschichte der Neuzeit (= Kirche und Religionen) (=Begegnung und Dialog), St. Ottilien 1984.
- (Hrsg.) mit Peter Neuner, Auf Wegen der Versöhnung. Beiträge zum ökumenischen Gespräch (=Festschrift für Heinrich Fries), Frankfurt am Main 1982, ISBN 978-3-7820-0471-8.
- Mission (= Theologie im Fernkurs. 24. Lehrbrief, Teil 1), Würzburg, Domschule 1990.
- Die Religionen und die Menschenrechte. Eine noch unentdeckte Allianz (= Missio pockets, Band 2), München 2000, ISBN 978-3-7698-1216-9.
- mit Josef Elsener Siegfried Hertlein, Joseph Kalamba Mutanga, Kirche in Afrika (= Missio pockets, Band 5), München 2005.
- mit Hans Waldenfels, Notker Wolf, Die Sache geht weiter …, München 2005, ISBN 978-3-7698-1541-2 (= Missio pockets, Band 6).

### Beiträge in Sammelwerken
- Die Hierarchie der Wahrheiten, in: Norbert Kutschki (Hrsg.), Der Streit um den rechten Glauben, Zürich 1991, ISBN 3-545-24081-9, S. 141–155.
- Liturgie und Inkulturation. 25 Jahre Liturgiereform in den Jungen Kirchen, in: Hansjakob Becker (Hrsg.), Bernd Jochen Hilberath (Hrsg.), Ulrich Willers (Hrsg.), Gottesdienst – Kirche – Gesellschaft. Interdisziplinäre und ökumenische Standortbestimmungen nach 25 Jahren Liturgiereform, (= Pietas Liturgica, Band 5), St. Ottilien 1991, ISBN 978-3-88096-285-9, S. 357–370.
- Ein gemeinsames Weltethos? Überlegungen zu einem aktuellen Streit, Thomas Hausmanninger (Hrsg.), Christliche Sozialethik zwischen Moderne und Postmoderne, Paderborn, München, Wien, Zürich 1993, ISBN 978-3-506-73756-4, S. 171–185.
- Religion in globalisierter Gesellschaft, in: Christoph Böttigheimer (Hrsg.) und Hubert Filser (Hrsg.), Kircheneinheit und Weltverantwortung. (= Festschrift für Peter Neuner), Regensburg 2006, ISBN 978-3-7917-1998-6, S. 395–406.

### Lexikonartikel
- Fegfeuer, I. Religionsgeschichtlich, in: LThK 3. Auflage, 1995, Band 3, Spalte 1204.

### Zeitschriftenartikel
- Die Rezeption theologischer Einsichten und ihre theologische und ökumenische Bedeutung: Von der Einsicht zur Verwirklichung, in: Catholica, Münster, Jahrgang 3. Heft 1, 1977, S. 202–233.
- Ein neues Institut stellt sich vor, in: Zeitschrift für Missionswissenschaft und Religionswissenschaft, Jahrgang 64, 1980, S. 316. Register der Zeitschrift, von Wolfinger erstellt, online verfügbar
- Sinn und Notwendigkeit theologischen Redens von der Trinität, in: Stimmen der Zeit, 198. Band, 1980, Heft 11, S. 767–778.
- Das Christentum und die Weltreligionen. Konflikt, Bekehrung oder Dialog? In: Stimmen der Zeit, 198. Band, 1980, Heft 1, S. 45–54.
- Wesen und Aufgabe der Theologie. Das Theologieverständnis bei Döllinger (1799–1890) und Kuhn (1806–1887), in: Stimmen der Zeit, 197. Band, 1979, Heft 11, S. 773–783.
- Das Katholische Institut für Missionstheologische Grundlagenforschung in München, in: Zeitschrift für Missionswissenschaft und Religionswissenschaft, Jahrgang 70, 1986, 243.

| Personendaten    | Personendaten                                                                                   |
| ---------------- | ----------------------------------------------------------------------------------------------- |
| NAME             | Wolfinger, Franz                                                                                |
| KURZBESCHREIBUNG | deutscher römisch-katholischer Fundamentaltheologe, Missionswissenschaftler und Hochschullehrer |
| GEBURTSDATUM     | 1940                                                                                            |